# Oligostigma fulvicolor
Oligostigma fulvicolor là một loài bướm đêm trong họ Crambidae.